# Paeonia mairei
Paeonia mairei là một loài thực vật có hoa trong họ Paeoniaceae. Loài này được H.Lév. miêu tả khoa học đầu tiên năm 1915.